# Перго I (Арецо)
Перго I је насеље у Италији у округу Арецо, региону Тоскана.
Према процени из 2011. у насељу је живело 58 становника. Насеље се налази на надморској висини од 293 м.